# 蘇定

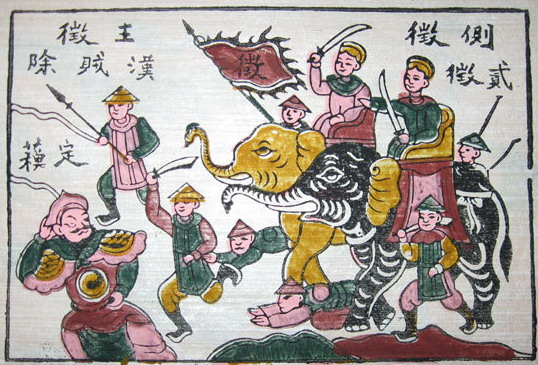
越南东湖画“征主除贼汉”中的苏定形象（画面左下角）

蘇定，東漢初年（越南第一次北屬末期）交趾郡太守。蘇定曾對交趾地區的雒越豪族繩之以法，因而在公元40年引起以徵側、徵貳姊妹領導的動亂。結果，蘇定不敵，東漢朝廷調兵委派馬援率領，南下鎮壓，亂事方告結束。

## 生平
蘇定在東漢光武帝時期，任職交趾郡太守。他擔任該職期間，曾爆發女土豪徵側、徵貳領導的「二徵起義」。亂事爆發原因，據中國史籍《後漢書》的記載，蘇定在任時，麊泠縣雒將（雒越豪族）之女、朱䳒人詩索之妻徵側甚為雄勇。身為交趾太守的蘇定「以法繩之」，但此舉遭到徵氏的反感。而越南人士編修的史籍，說法則有不同，如黎崱《安南志略》說是由於蘇定「貪暴」，吳士連等撰的《大越史記全書》則稱蘇定殺徵側之夫，從而使徵氏做反。現代中國學者郭振鐸、張笑梅提出，由於漢政府對當地輸入新的生產技術方式及教育，造成雒越部落制度面臨崩潰，原本散慢、保守而自由的雒越豪族難以適應。加以漢政府對當地增加賦稅和勞役，已引起雒越豪族不滿，而蘇定又無法貫切執行漢廷的法規，在未能妥協的情況下只好「以法繩之」，終於觸發起強烈反抗。
公元40年，徵氏起兵，並於短期之內，「九真、日南、合浦蠻里皆應之，凡略六十五城」，徵氏更自立為王。屬於漢朝官府系統的交趾刺史及諸郡太守，均未能抵抗，「僅得自守」。漢廷便從長沙、合浦、交趾、桂陽、零陵、蒼梧等地集合物資及軍隊，指派將軍馬援率領南下，征討徵氏。
據《東觀漢記》的記載，當馬援到達交趾時，認定蘇定對於亂事的爆發須負上責任，上書漢廷批評他「張眼視錢，䁋目討賊，怯於戰功，宜加切勑」，漢廷遂將蘇定投進監獄。後世越人著作對蘇定的下場有不同記載，如黎崱《安南志略》說「徵側殺定而叛」，而《大越史記全書》則稱徵氏「攻陷州治，定奔還」。二徵起事的結果，是馬援大軍於公元43年將之平定。

## 後世評價
蘇定在後世史家的評價中，一般都較為負面。臺灣學者呂士朋就依傳統典籍的說法，認為他「為政貪暴」；越南學者陳重金（即陳仲金）批評他「為一暴虐之人，肆行苛政，交趾人恨之」。
中國大陸學者郭振鐸、張笑梅則有另一番見解，認為：「在蘇定推行漢王室的封建賦稅和勞役制時，那些享有權力和地位的雒將們不願交稅服役，竭力與蘇定抗衡，蘇定則嚴厲貫封建法令，不服者，堅決繩之以法。但蘇定身為太守，手中未握有兵權，實際上漢朝也沒有在三郡（交趾郡、九真郡、日南郡）駐紮軍隊，對二徵不法行為給與鎮壓。他只有使用行政法令對反抗者繩之以法，與以制裁。所以對二徵起事所造成的影響，馬援奏文，建議漢皇對蘇定僅「宜加切勑」，與以嚴厲訓斥，誰知劉秀（光武帝）卻把蘇定投獄，將二徵起事完全歸咎於蘇定個人，實有不公。當然，在封建社會裡，蘇定也並非十分廉潔自律。」